# Ágnes Szávay
Agnes Szavay, född 29 december 1988 i Kiskunhalas, Ungern är en ungersk högerhänt professionell tennisspelare.

## Tenniskarriären
Agnes Szavay blev professionell spelare på WTA-touren 2004. Hon har till juli 2008 vunnit 2 singeltitlar och två dubbeltitlar på touren och tre titlar vardera i singel och dubbel i ITF-arrangerade turneringar. Från att under de första tre proffsåren i singelranking ha legat som bäst på 181 plats, har Szavay fått ett ordentligt genombrott säsongen 2007. I september 2007 rankades hon på 20:e plats i singel och 22:a plats i dubbel. Hon har i prispengar spelat in $1 027 520 US dollar på WTA-touren. I juli 2008 rankades hon som nummer 14 i singel och 31 i dubbel.
Szavay har vunnit tre av sina singeltilar på grus och två hard-court. Under sitt första proffsår vann hon en singeltitel på grus i italienska Ciampino (finalseger över Stefania Boffa). År 2006 vann hon sin andra ITF-titel, denna gång på hard-court i Houston (finalseger över Bethanie Mattek). Säsongen 2007 har hon till oktober vunnit tre singeltitlar, varav två WTA-titlar. Den första WTA-titeln vann hon på grus i Palermo genom finalseger över Martina Müller. Senare på säsongen i China Open (Tier II, hard-court) finalbesegrade hon sensationellt Jelena Janković med 6-7(7), 7-5, 6-2. 
Szavay deltog i det ungerska Fed Cup-laget 2005 och 2007. Hon har totalt spelat 11 matcher och vunnit 7 av dessa.

## Spelaren och personen
Agnes Szavay började spela tennis som 6-åring, uppmuntrad av sina föräldrar. Vid sidan av tennis intresserar hon sig för simning. Hon har Roger Federer som förebild bland tennisspelare och idrottsmän överhuvudtaget. Hon är själv som spelare känd för sin snabba serve och en kraftfull dubbelfattad backhand. 
Hon bor i Monte Carlo och talar förutom ungerska också engelska.

## WTA- ochITF-titlar
- Singel
  - 2007 - Peking, Palermo, ITF/Zagreb-CRO
  - 2006 - ITF/Houston, TX-USA
  - 2004 - ITF/Ciampino-ITA.
- Dubbel
  - 2007 - Budapest (med Vladimíra Uhlirova), ITF/Zagreb-CRO (med Emma Laine)
  - 2006 - ITF/Vittel-FRA (med Yulia Beygelzimer)
  - 2005 - ITF/Dinan-FRA (med Michaela Krajicek).